# Großer Arber
Il Großer Arber (1.456 m s.l.m. - in lingua ceca Velký Javor) è la montagna più alta della Selva Boema. Si trova in Baviera (Germania) non lontano dal confine con la Repubblica Ceca.